# Bongheat
Bongheat (prononcé [bɔ̃ʒa]) est une commune française située dans le département du Puy-de-Dôme, en région Auvergne-Rhône-Alpes. Elle fait partie de l'aire d'attraction de Clermont-Ferrand.

## Géographie

### Localisation
Le village est situé « en bordure du Livradois » entre la plaine de la Limagne et le bassin de Saint-Dier-d'Auvergne.
Six communes sont limitrophes :
| Glaine-Montaigut        | Neuville          |          |
| Égliseneuve-près-Billom | Bongheat          | Trézioux |
|                         | Mauzun Estandeuil |          |

### Lieux-dits, hameaux et écarts
La commune compte vingt-deux hameaux dont : Brossolières (en partie avec Égliseneuve-près-Billom), Herment, La Chadeyras, La Mouleyras, La Roche, Les Mathieux.

### Climat
Pour des articles plus généraux, voir Climat d'Auvergne-Rhône-Alpes et Climat du Puy-de-Dôme.
En 2010, le climat de la commune est de type climat des marges montargnardes, selon une étude du Centre national de la recherche scientifique s'appuyant sur une série de données couvrant la période 1971-2000. En 2020, Météo-France publie une typologie des climats de la France métropolitaine dans laquelle la commune est exposée à un climat de montagne ou de marges de montagne et est dans la région climatique  Nord-est du Massif Central, caractérisée par une pluviométrie annuelle de 800 à 1 200 mm, bien répartie dans l’année. 
Pour la période 1971-2000, la température annuelle moyenne est de 11 °C, avec une amplitude thermique annuelle de 16,4 °C. Le cumul annuel moyen de précipitations est de 807 mm, avec 9,7 jours de précipitations en janvier et 7,6 jours en juillet. Pour la période 1991-2020, la température moyenne annuelle observée sur la station météorologique de Météo-France la plus proche, « Fayet-le-Château », sur la commune de Fayet-le-Château à 5 km à vol d'oiseau, est de 11,2 °C et le cumul annuel moyen de précipitations est de 889,9 mm,. Pour l'avenir, les paramètres climatiques de la commune estimés pour 2050 selon différents scénarios d'émission de gaz à effet de serre sont consultables sur un site dédié publié par Météo-France en novembre 2022.

## Urbanisme

### Typologie
Au 1er janvier 2024, Bongheat est catégorisée commune rurale à habitat dispersé, selon la nouvelle grille communale de densité à sept niveaux définie par l'Insee en 2022.
Elle est située hors unité urbaine. Par ailleurs la commune fait partie de l'aire d'attraction de Clermont-Ferrand, dont elle est une commune de la couronne,. Cette aire, qui regroupe 209 communes, est catégorisée dans les aires de 200 000 à moins de 700 000 habitants,.

### Occupation des sols
L'occupation des sols de la commune, telle qu'elle ressort de la base de données européenne d’occupation biophysique des sols Corine Land Cover (CLC), est marquée par l'importance des territoires agricoles (67,7 % en 2018), en diminution par rapport à 1990 (70,5 %). La répartition détaillée en 2018 est la suivante : prairies (53,7 %), forêts (30 %), zones agricoles hétérogènes (10,6 %), terres arables (3,4 %), zones urbanisées (2,3 %). L'évolution de l’occupation des sols de la commune et de ses infrastructures peut être observée sur les différentes représentations cartographiques du territoire : la carte de Cassini (XVIIIe siècle), la carte d'état-major (1820-1866) et les cartes ou photos aériennes de l'IGN pour la période actuelle (1950 à aujourd'hui).

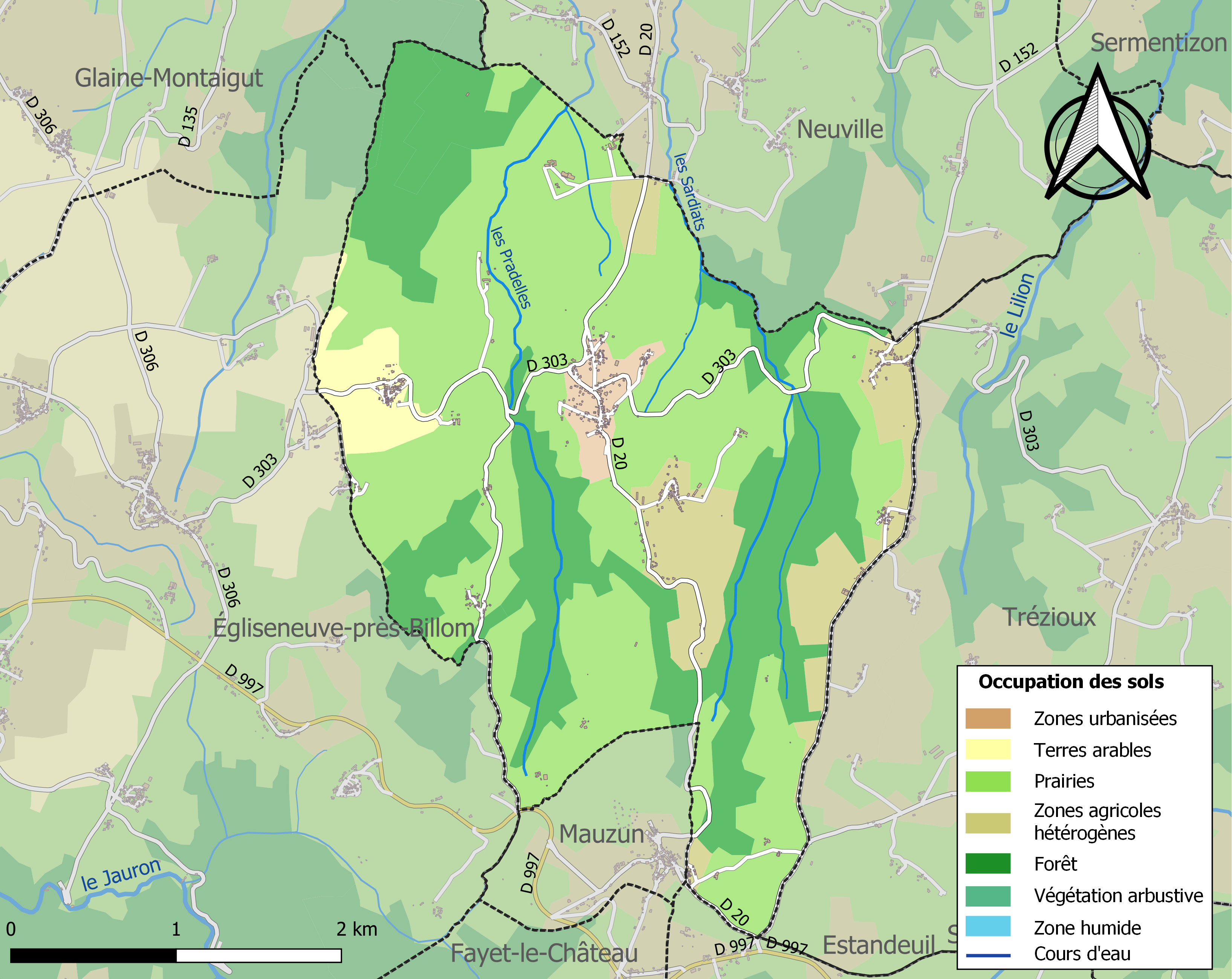
Carte des infrastructures et de l'occupation des sols de la commune en 2018 (CLC).

### Logement
En 2016, la commune comptait 228 logements, contre 212 en 2011. Parmi ces logements, 77,9 % étaient des résidences principales, 10,6 % des résidences secondaires et 11,5 % des logements vacants. Ces logements étaient pour 97,8 % d'entre eux des maisons individuelles et pour 0,9 % des appartements.
La proportion des résidences principales, propriétés de leurs occupants était de 89,8 %, en baisse sensible par rapport à 2011 (91 %). Il n'existait aucun logement HLM loué vide.

### Planification de l'aménagement
La communauté de communes Billom Communauté est compétente en matière d'urbanisme, le plan local d'urbanisme concerne l'ensemble de ses communes. La commune de Bongheat disposait d'une carte communale, laquelle a été abrogée par un arrêté préfectoral du 7 novembre 2019.

### Voies de communication et transports
La commune est traversée par les routes départementales 20 (liaison nord-sud de Neuville à Mauzun) et 303 (liaison ouest-est d'Égliseneuve-près-Billom à Trézioux).

## Toponymie
Le nom « Bongheat » vient d'un nom de personne romane (Bombius) + -acum : Bombiacus au XIe siècle, Bonjat en 1793, Bongheat en 1801.

## Politique et administration

### Découpage territorial
La commune de Bongheat est membre de la communauté de communes Billom Communauté, un établissement public de coopération intercommunale (EPCI) à fiscalité propre créé le 1er janvier 2017 dont le siège est à Billom. Ce dernier est par ailleurs membre d'autres groupements intercommunaux.
Sur le plan administratif, elle est rattachée à l'arrondissement de Clermont-Ferrand, à la circonscription administrative de l'État du Puy-de-Dôme et à la région Auvergne-Rhône-Alpes.
Sur le plan électoral, elle dépend du canton de Billom pour l'élection des conseillers départementaux, depuis le redécoupage cantonal de 2014 entré en vigueur en 2015, et de la cinquième circonscription du Puy-de-Dôme pour les élections législatives, depuis le dernier découpage électoral de 2010.

### Élections municipales et communautaires

#### Élections de 2020
Le conseil municipal de Bongheat, commune de moins de 1 000 habitants, est élu au scrutin majoritaire plurinominal à deux tours avec candidatures isolées ou groupées et possibilité de panachage. Compte tenu de la population communale, le nombre de sièges à pourvoir lors des élections municipales de 2020 est de 11. La totalité des onze candidats en lice est élue dès le premier tour, le 15 mars 2020, avec un taux de participation de 50,47 %.

#### Chronologie des maires
| Période                                  | Période                   | Identité              | Étiquette | Qualité |
| ---------------------------------------- | ------------------------- | --------------------- | --------- | ------- |
| Les données manquantes sont à compléter. |                           |                       |           |         |
| avant 1981                               | ?                         | M. Pierre Mathieu     | PS        |         |
| mars 2008                                | mars 2014                 | Mme Régine Batisse    |           |         |
| mars 2014                                | mai 2020                  | Mme Marguerite Brunel |           |         |
| mai 2020                                 | En cours (au 4 août 2020) | Lydie Garino          |           |         |

## Équipements et services publics

### Enseignement
Bongheat dépend de l'académie de Clermont-Ferrand. Elle gère une école primaire publique, en regroupement pédagogique intercommunal avec Égliseneuve-près-Billom. Les élèves de maternelle, de CP et de CE1 fréquentent l'école d'Égliseneuve-près-Billom, tandis que les CE2, CM1 et CM2 vont à Bongheat.
Ils poursuivent leur scolarité au collège du Beffroi, à Billom, puis au lycée René-Descartes de Cournon-d'Auvergne pour les filières générales et sciences et technologies du management et de la gestion, ou au lycée Lafayette de Clermont-Ferrand pour la filière sciences et technologies de l'industrie et du développement durable.

## Population et société

### Démographie

#### Évolution démographique
L'évolution du nombre d'habitants est connue à travers les recensements de la population effectués dans la commune depuis 1793. Pour les communes de moins de 10 000 habitants, une enquête de recensement portant sur toute la population est réalisée tous les cinq ans, les populations de référence des années intermédiaires étant quant à elles estimées par interpolation ou extrapolation. Pour la commune, le premier recensement exhaustif entrant dans le cadre du nouveau dispositif a été réalisé en 2007.

En 2022, la commune comptait 452 habitants, en évolution de +4,63 % par rapport à 2016 (Puy-de-Dôme : +2,1 %, France hors Mayotte : +2,11 %).
| 1793 | 1800 | 1806 | 1821 | 1831 | 1836 | 1841 | 1846 | 1851 |
| ---- | ---- | ---- | ---- | ---- | ---- | ---- | ---- | ---- |
| 400  | 700  | 877  | 548  | 832  | 877  | 857  | 887  | 866  |

| 1856 | 1861 | 1866 | 1872 | 1876 | 1881 | 1886 | 1891 | 1896 |
| ---- | ---- | ---- | ---- | ---- | ---- | ---- | ---- | ---- |
| 786  | 733  | 715  | 741  | 744  | 717  | 660  | 652  | 602  |

| 1901 | 1906 | 1911 | 1921 | 1926 | 1931 | 1936 | 1946 | 1954 |
| ---- | ---- | ---- | ---- | ---- | ---- | ---- | ---- | ---- |
| 569  | 578  | 518  | 442  | 409  | 414  | 403  | 334  | 280  |

| 1962 | 1968 | 1975 | 1982 | 1990 | 1999 | 2006 | 2007 | 2012 |
| ---- | ---- | ---- | ---- | ---- | ---- | ---- | ---- | ---- |
| 250  | 239  | 198  | 205  | 221  | 241  | 320  | 331  | 423  |

| 2017 | 2022 | - | - | - | - | - | - | - |
| ---- | ---- | - | - | - | - | - | - | - |
| 427  | 452  | - | - | - | - | - | - | - |

#### Pyramide des âges
En 2018, le taux de personnes d'un âge inférieur à 30 ans s'élève à 37,0 %, soit au-dessus de la moyenne départementale (34,2 %). À l'inverse, le taux de personnes d'âge supérieur à 60 ans est de 17,6 % la même année, alors qu'il est de 27,9 % au niveau départemental.
En 2018, la commune comptait 219 hommes pour 208 femmes, soit un taux de 51,29 % d'hommes, largement supérieur au taux départemental (48,41 %).
Les pyramides des âges de la commune et du département s'établissent comme suit.
| Hommes | Classe d’âge | Femmes |
| ------ | ------------ | ------ |
| 0,0    | 90 ou +      | 0,0    |
| 5,9    | 75-89 ans    | 5,8    |
| 11,4   | 60-74 ans    | 12,0   |
| 24,7   | 45-59 ans    | 24,0   |
| 20,5   | 30-44 ans    | 21,6   |
| 13,2   | 15-29 ans    | 13,0   |
| 24,2   | 0-14 ans     | 23,6   |

| Hommes | Classe d’âge | Femmes |
| ------ | ------------ | ------ |
| 0,7    | 90 ou +      | 2,1    |
| 7,4    | 75-89 ans    | 10,2   |
| 17,7   | 60-74 ans    | 18,6   |
| 20,2   | 45-59 ans    | 19,2   |
| 18,4   | 30-44 ans    | 17,4   |
| 18,6   | 15-29 ans    | 17,2   |
| 17     | 0-14 ans     | 15,3   |

## Économie

### Emploi
En 2016, la population âgée de quinze à soixante-quatre ans s'élevait à 280 personnes, parmi lesquelles on comptait 78 % d'actifs dont 71,5 % ayant un emploi et 6,5 % de chômeurs.
On comptait 44 emplois dans la zone d'emploi. Le nombre d'actifs ayant un emploi résidant dans la zone étant de 203, l'indicateur de concentration d'emploi s'élève à 21,9 %, ce qui signifie que la commune offre un emploi pour près de cinq habitants actifs.
173 des 202 personnes âgées de quinze ans ou plus (soit 85,5 %) sont des salariés. 19 % des actifs travaillent dans la commune de résidence.

### Entreprises
Au 31 décembre 2017, Bongheat comptait 18 entreprises : une dans l'industrie, cinq dans la construction, cinq dans le commerce, le transport, l'hébergement et la restauration, cinq dans les services aux entreprises et deux dans les services aux particuliers.
En outre, elle comptait 21 établissements.

### Tourisme
Il n'existe aucun hôtel, camping ou autre hébergement collectif au 1er janvier 2019.

## Culture locale et patrimoine

### Lieux et monuments

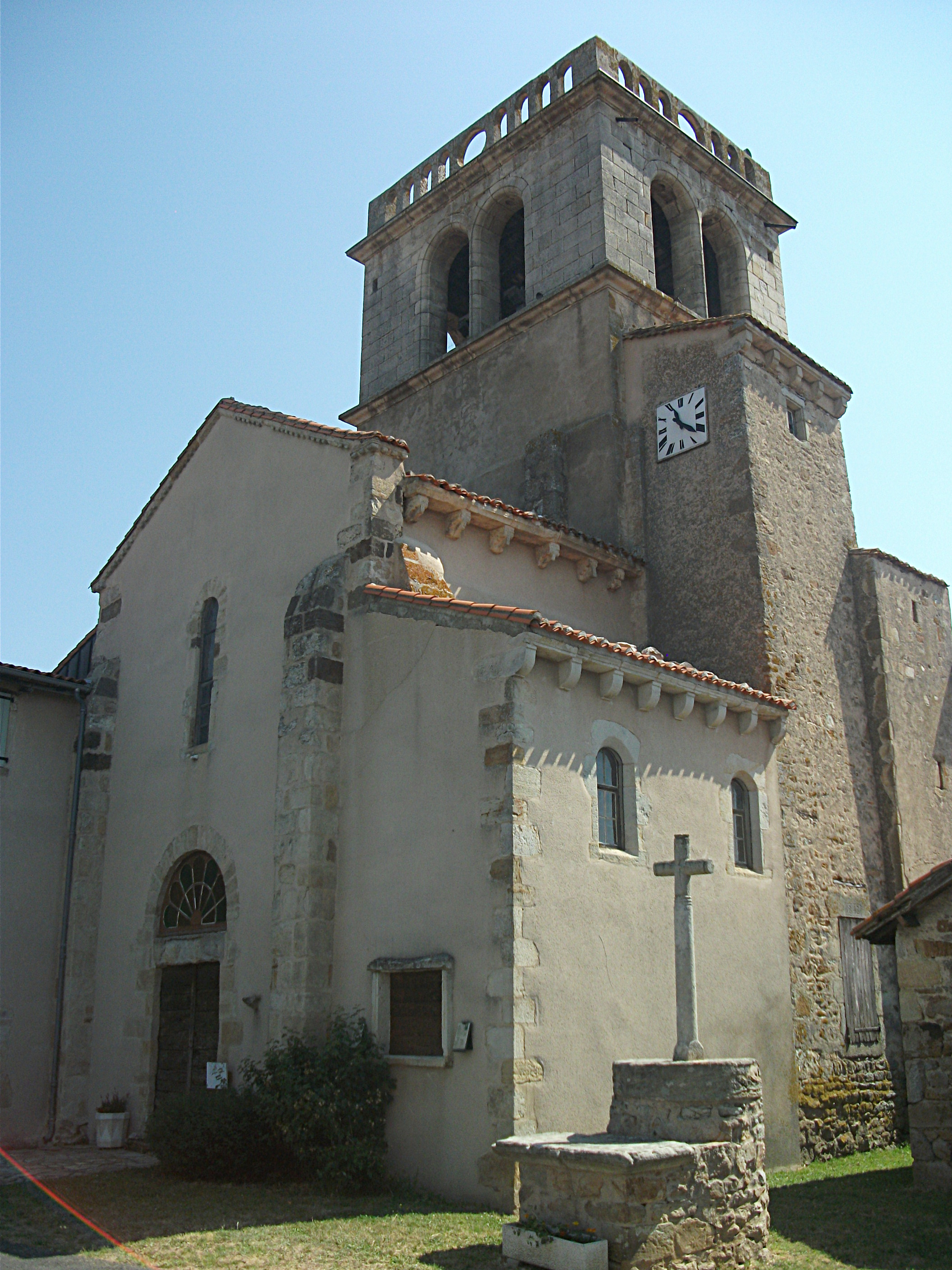
Église.

- Château de Brossolières (à l'origine « de la Broussolière »), édifié au XIIe ou au XIIIe siècle avec une tour carrée datant de l'époque romane. Il s'agit aujourd'hui d'une résidence secondaire[B 1].
- Château des Salles, qui daterait de la 1re moitié du XVIe siècle, construit en arkose avec couverture en tuiles plates[B 1].
- Ancien moulin d'Herment.

### Patrimoine naturel
La commune de Bongheat est adhérente du parc naturel régional Livradois-Forez.

## Archives
- Registres paroissiaux et d'état civil depuis :
- Dépouillements généalogiques :
- Délibérations municipales depuis :